# Peaks of Otter Lodge
Le Peaks of Otter Lodge est un lodge américain dans le comté de Bedford, en Virginie. Protégé au sein des forêts nationales de George Washington et de Jefferson et de la Blue Ridge Parkway, où il donne sur le lac Peaks of Otter, cet établissement a ouvert en 1964. Doté de 53 chambres, il est géré par Delaware North depuis 2013.